# Adil-Jangijurt
Adil-Jangijurt (ros. Адиль-Янгиюрт) – wieś w Rosji, w Dagestanie, w rejonie babajurtowskim. W 2010 liczyła 3864 mieszkańców, głównie Kumyków.